# Green Cross International
Green Cross International (GCI) er en NGO, der er repræsenteret i 31 lande. Green Cross International blev etableret efter verdenstopmødet om miljø og udvikling i Rio de Janeiro i 1992. På opfodring fra deltagerne på konferencen tog Mikhail Gorbachev initiativ til etableringen og har siden fungeret som præsident for Green Cross International.  
Det var vigtigt for Green Cross International at etablere nationale afdelinger, som vil få fuld autonomi til at foretage deres egne projekter og samtidig deltage i mindst et internationalt program, for at opnå troværdighed. Den danske afdeling hedder Green Cross Danmark, som blev oprettet i 2007. 
Green Cross International har fået rådgivende status i Det Økonomiske og Sociale Råd i De Forenede Nationer samt UNESCO. GCI er også optaget som observatørorganisation hos UNFCCC (FN's konvention om klimaændringer) og samarbejder direkte med UNEP / OCHA miljøkatastrofeafdeling, UN-HABITAT og andre internationale organisationer.
GCI har i dag hovedsæde i Geneve i Schweiz. 

## Mission
Green Cross Internationals mission er, at sikre en retfærdig, bæredygtig og sikker fremtid for alle ved at støtte et værdiskifte og dyrke en ny fornemmelse af gensidig afhængighed og delt ansvar i menneskehedens relation til naturen. Som repræsentant støtter  Green Cross Internationals arbejde med at øge opmærksomheden omkring bæredygtig udvikling.  

## Ekstern henvisning
- Green Cross Internationals hjemmeside